# ラファエル・ベルヘス
ラファエル・ベルヘス（Rafael Berges、1971年1月21日 - ）は、スペイン・コルドバ出身の元サッカー選手、現サッカー指導者。選手時代のポジションはディフェンダー（左サイドバック）。

## 経歴

### 選手時代
下部リーグに所属していた地元のコルドバCFからデビューし、1991年にプリメーラ・ディビシオン（1部）のCDテネリフェに移籍して2シーズンプレーした。1992年、U-23スペイン代表のレギュラーとしてバルセロナオリンピックに出場。グループリーグのコロンビア戦(4-0)と準決勝のガーナ戦(2-0)で計2得点し、サンティアゴ・カニサレス、ジョゼップ・グアルディオラ、ルイス・エンリケなどとともに金メダル獲得に貢献した。1993年にセルタ・デ・ビーゴに移籍し、公式戦200試合近くに出場してリーグ戦では7得点を挙げた。1999-2000シーズンと2000-01シーズンは度重なる負傷で1試合も出場できなかった。2001-02シーズンはセグンダ・ディビシオン（2部）の古巣コルドバに在籍したが、やはり負傷を繰り返した。2001-02シーズン終了後、31歳で現役引退した。

### 指導者時代
2005年に指導者の道に入り、コルドバBの監督に就任した。その後もUDアルメリアBなど下部リーグのクラブで監督を務めた。2012年6月14日、ラージョ・バジェカーノ監督に就任したパコ・ヘメスに代わり、ベルヘスがコルドバのトップチームの監督に就任した。

## タイトル

### クラブ
- セルタ・デ・ビーゴ

UEFAインタートトカップ 優勝 : 2000

### 代表
- U-23スペイン代表

夏季オリンピック 金メダル : 1992